# Římskokatolická farnost Korytná
Římskokatolická farnost Korytná je územní společenství římských katolíků v děkanátu Uherský Brod s farním kostelem svatého Václava.

## Historie farnosti
Kostel byl postaven zřejmě v 16. století jako nekatolický, byl poničen během třicetileté války, jeho současná podoba je barokní. Po třicetileté válce zůstala fara neobsazená, roku 1666 se kostel stal filiálním kostelem nivnické farnosti. Samostatná farnost začala fungovat roku 1904.

## Duchovní správci
Prvním farářem farnosti byl ustanoven v roce 1904 P. Rudolf Vaněk, který v Korytné působil do své smrti v roku 1926. Ke květnu 2017 byl administrátorem excurrendo R. D. Mgr. Petr Martinka. Toho od srpna 2017 vystřídal R. D. Mgr. Zdeněk Gerhard Klimeš.

## Bohoslužby
Ve farnosti se konají pravidelně bohoslužby ve farním kostele – v neděli i ve všední dny.

## Aktivity farnosti
Ve farnosti se pravidelně koná tříkrálová sbírka. V roce 2017 se při ní vybralo 12 793 korun.